# Ларань-Монтеглен (кантон)
Лара́нь-Монтегле́н (фр. Laragne-Montéglin) — кантон во Франции, находится в регионе Прованс — Альпы — Лазурный Берег, департамент Верхние Альпы. Входит в состав округа Гап.
Код INSEE кантона — 0512. Всего в кантон Ларань-Монтеглен входит 7 коммун, из них главной коммуной является Ларань-Монтеглен.

## Коммуны кантона
| Коммуна          | Население, чел. (1999) | Почтовый индекс | Код INSEE |
| ---------------- | ---------------------- | --------------- | --------- |
| Вантавон         | 456                    | 05300           | 05178     |
| Лазе             | 274                    | 05300           | 05073     |
| Ларань-Монтеглен | 3 296                  | 05300           | 05070     |
| Ле-Поэт          | 690                    | 05300           | 05103     |
| Монетье-Альмон   | 265                    | 05110           | 05078     |
| Эйгиан           | 237                    | 05300           | 05053     |
| Юпе              | 376                    | 05300           | 05173     |

## Население
Население кантона на 2007 год составляло 6 062 человека.
| 1962  | 1968  | 1975  | 1982  | 1990  | 1999  | 2006 | 2007  | 2008 |
| ----- | ----- | ----- | ----- | ----- | ----- | ---- | ----- | ---- |
| 4 656 | 5 418 | 5 756 | 5 497 | 5 413 | 5 594 | —    | 6 062 | —    |